# 1,2-Octandiol
1,2-Octandiol ist eine chemische Verbindung aus der Gruppe der Alkandiole, die in zwei isomeren Formen vorkommt.

## Gewinnung und Darstellung
1,2-Octandiol kann durch Oxidation von 1-Octen gewonnen werden.

## Eigenschaften
1,2-Octandiol ist ein brennbarer, schwer entzündbarer, weißer Feststoff mit charakteristischem Geruch, der schwer löslich in Wasser ist.

## Verwendung
1,2-Octandiol kann als organischer Modifikator zur Verbesserung der HPLC-Trennung von organischen Säuren und Basen eingesetzt werden. Es kann auch zur Herstellung von Halohydrinpalmitaten verwendet werden. Es ist nützlich, um Kopflausbefall klinisch zu behandeln. Es wird auch in Beschichtungsmaterialien, Schlämmen, Papierfabriken und Wasserkreislaufsystemen zur effektiven Konservierung gegen Bakterien und Pilze eingesetzt. Es wird als Weichmacher, Feuchthaltemittel und Netzmittel in Kosmetik- und Hautpflegeprodukten eingesetzt.